# دانشکده پزشکی کردستان
دانشکده پزشکی دانشگاه علوم پزشکی کردستان یکی از دانشکده‌های پزشکی ایران وابسته به دانشگاه علوم پزشکی کردستان در سنندج است. این دانشکده در سال ۱۳۷۰ بنیانگذاری شد و دارای ۴ بیمارستان آموزشی است.

## تاریخچه
دانشکده پزشکی کردستان در سال ۱۳۷۰ بنیانگذاری شد. هم‌اکنون ریاست این دانشکده را دکتر بهرام نیک‌خو برعهده دارد.